# Axur, re d’Ormus
Axur, re d’Ormus (Axur, König von Hormus) ist eine tragikomische Oper (dramma tragicomico) in fünf Akten von Antonio Salieri, dem angehenden Hofkapellmeister Kaiser Josephs II. Das Libretto adaptierte Lorenzo Da Ponte nach demjenigen von Pierre-Augustin Caron de Beaumarchais zu Tarare, der Pariser Urfassung des Werkes. Die Uraufführung fand am 8. Januar 1788 am Wiener Burgtheater statt.

## Handlung

### Erster Akt

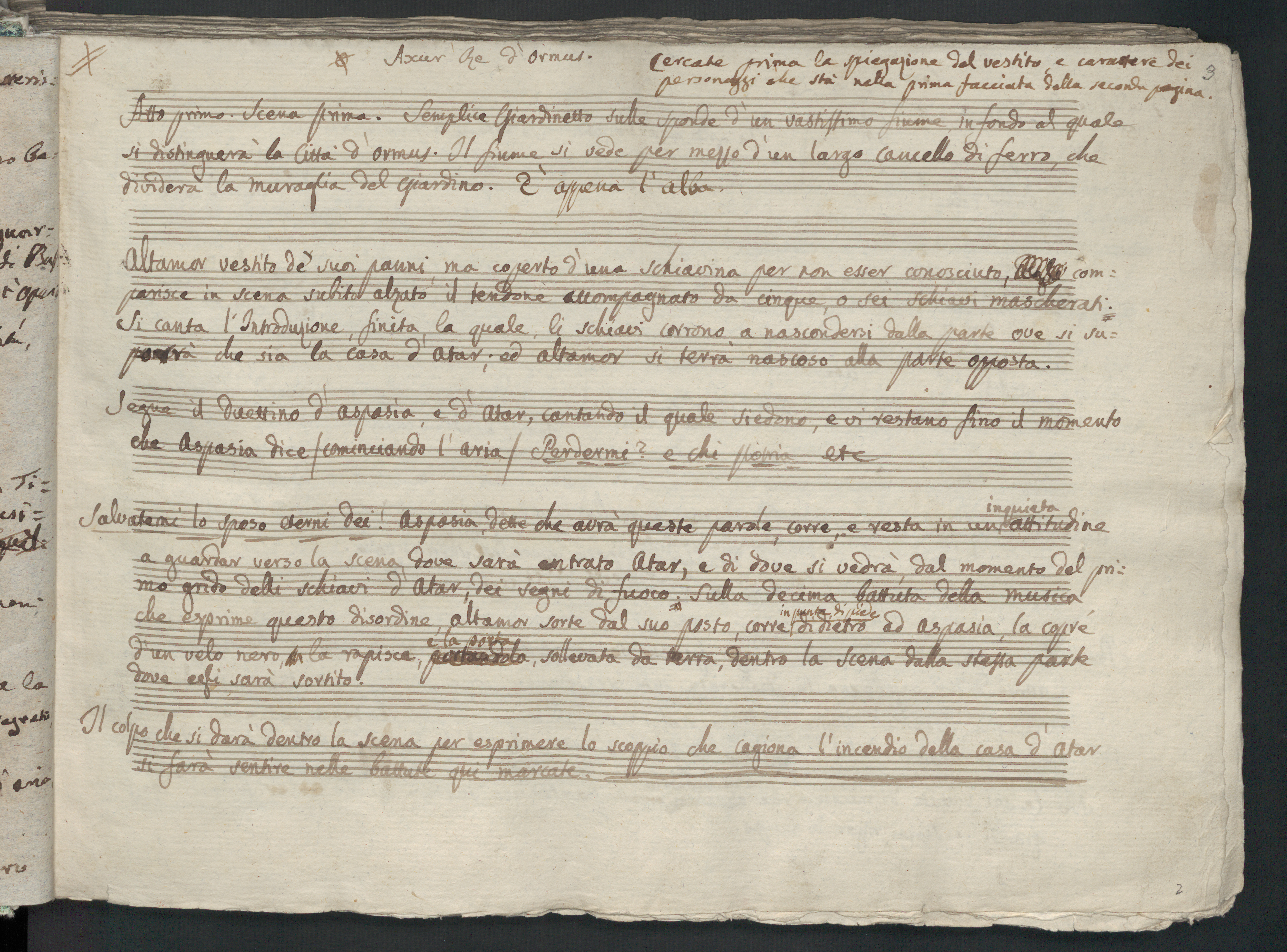
Seite der Beschreibung des ersten Aktes aus dem Autograph

Ein kleiner Wald am Ufer des Meeres, unweit von Atars Haus
Atar, der vom einfachen Soldaten zum königlichen Feldherrn aufgestiegen ist, und seine Frau Aspasia sind in inniger Liebe verbunden (Duett: Qui dove scherza l’aura). Ihr Glück wäre vollkommen, wenn sie zusammen ein zurückgezogenes Leben führen könnten. Aspasia ist überzeugt, dass König Axur ihrem Mann, in Anbetracht seiner Verdienste, dies nicht verweigern würde, wenn er ihn darum bäte (Arie: Perdermi? e chi potria svellermi dal tuo fianco?). Obwohl Atar darunter leidet, Aspasia häufig verlassen zu müssen, fühlt er sich seinem König und dem Volk, das ihn verehrt, verpflichtet. Plötzlich stören angstvolle Rufe die Idylle des Paares: Ein Feuer wütet in Atars Haus. Während Atar zur Brandstelle eilt, wird Aspasia von Altamor entführt.

### Zweiter Akt
Galerie im Palast Axurs
Axurs Vertrauter Biscroma bittet den König um Gnade für Atar und erinnert in daran, dass Atar ihm das Leben gerettet habe und er ihm seine Macht verdanke (Duett: Non mi seccar, Biscroma). Doch Axur, der Atar seine Beliebtheit beim Volk ebenso neidet wie sein persönliches Glück, ist entschlossen, ihn zu vernichten.
Altamor tritt auf und meldet die geglückte Entführung von Aspasia. Der König befiehlt Biscroma, zu Ehren der von ihm begehrten Frau ein Fest zu veranstalten.
Von Sklavinnen und Sklaven geführt, wird Aspasia dem König präsentiert (Chor: Ne’ più vaghi soggiorni dell’ Asia). Sie erfährt von Fiammetta, dass sie sich in dessen Serail befindet. Wütend beschimpft sie Axur, die Treue und den Mut ihres Mannes missbraucht zu haben.
Urson bittet für den verzweifelten Atar um Audienz beim König. Atar fleht Axur um Erbarmen an und berichtet von den Verbrechen, die ihm widerfahren sind (Arie: Pietade, Signore, del misero Atar). Heuchlerisch bietet Axur seine Hilfe an. Als Atar die Entführung Aspasias beklagt, spricht der König von ihr verächtlich als einer Sklavin. Entsetzt verteidigt Atar seine Frau (Arie: Soave luce di Paradiso). Axur erinnert ihn an seine vergangenen Taten und rügt sein unmännliches Verhalten. Zum Schein erteilt er Altamor den Befehl, Atar bei der Suche nach Aspasias Entführern zu unterstützen, gibt ihm jedoch heimlich die Weisung, Atar umzubringen. Biscroma ahnt die Gefahr, die Atar droht, und überlegt, wie er ihn retten könnte (Quartett: Pria che la nuova aurora).

### Dritter Akt
Weitläufiger Platz vor dem Tempel des Brahma
Der Hohepriester Arteneo meldet Axur, dass das Königreich neuerlich von Feinden bedroht werde (Cavatine: Di tua milizia). Er rät seinem Herrn, einen neuen Feldherrn zu ernennen und dem Volk zu sagen, dass dieser von den Göttern bestimmt worden sei. Nach geeigneten Namen befragt, schlägt Axur dem Hohepriester dessen eigenen Sohn vor: Altamor (Arie: Tu fa che intanto uniscasi il popolo agitato). Arteneo sieht durch die bevorstehende Wahl seines Sohnes bereits die eigene Macht wachsen (Monolog: O divina prudenza).
Biscroma stößt im Palast auf den träumenden Atar (Monolog: Da qual nuova sciagura) und berichtet ihm, dass Aspasia in Axurs Harem unter dem Namen Irza gefangen gehalten wird. Er schlägt vor, mittels einer Strickleiter, die vom Serail zum Meer führt, Aspasias Befreiung vorzubereiten. Atar soll sich nachts in den Garten schleichen und seine Gattin zurückholen (Arie: V’andrò, tutto si tenti).
Inzwischen hat sich das Volk vor dem Tempel versammelt (Marsch a-Moll), um den Namen des neuen Feldherrn zu erfahren und ihm Treue zu geloben. Die unschuldigen Lippen eines Knaben, Elamir, sollen ihn verkünden. Doch entgegen der Order des Hohepriesters benennt Elamir nicht Altamor, sondern Atar. Das Volk jubelt und Atar erklärt sich bereit, den Oberbefehl der Armee erneut zu übernehmen (Arie mit Chor: Chi vuol la gloria). Der übergangene Altamor beleidigt Atar, worauf ihn dieser zum Duell fordert (Quartett: Non partir, la scelta è ingiusta). Nur mit Mühe können Axur und Arteneo die Ruhe im Tempel wiederherstellen. Ein Chor zum Preise Brahmas beschließt den Akt.

### Vierter Akt
Beleuchteter Garten des Serails, zum Fest geschmückt
Axur hat seinen Sinn geändert und möchte das für den folgenden Tag anberaumte Haremsfest schon am jetzigen Abend durchgeführt wissen. Biscroma versucht ihn davon abzuhalten, um die geplante Entführung Aspasias nicht zu gefährden. Doch Axur lässt sich nicht umstimmen und Biscroma beschließt, dem Fest durch eine List frühzeitig ein Ende zu bereiten.
Sklaven führen Aspasia herbei und das Fest beginnt (Chor: Il Cielo rintuoni di gridi di gioia). Eine Harlekinade wird aufgeführt, die den Beifall des Königs findet. Dann singt Biscroma ein Liedchen, in dem er seinen Lebensweg schildert und erzählt, wie er einst von Atar gerettet wurde (Romanze: Nato io son nello stato romano). Kaum ist dieser Name über seine Lippen gekommen, stürzt sich Axur wutentbrannt auf Biscroma. Chaos bricht aus, alles flieht. Aspasia ist bei der Nennung von Atars Namen ohnmächtig geworden, und Fiammetta fürchtet um ihr Leben. Auf Fiammettas Aufschrei hin lässt Axur von Biscroma ab und kehrt in den Harem zurück.
In der Zwischenzeit hat sich Atar in den Palast eingeschlichen. Biscroma verkleidet ihn als einen Mohren, damit ihn der König nicht erkennen kann. Im selben Augenblick kommt Axur wütend aus Aspasias Zimmer, weil sie ihn entschieden zurückgewiesen hat. Beim Anblick des Mohren kommt er sogleich auf einen neuen bösartigen Gedanken (Cavatine: Misero abbieto negro): Als Strafe für die Demütigung, die ihm Aspasia zugefügt hat, soll der schwarze Mann ihr Gatte werden.
Prächtiges Zimmer Aspasias
Verzweifelt über ihr Schicksal und überzeugt davon, dass Atar umgebracht wurde, wünscht sich Aspasia den Tod herbei (Cavatine: Son queste le speranze und Rondo: Morte, pietosa morte). Als ihr Biscroma eröffnet, dass sie mit einem stummen Schwarzen verheiratet werden soll, bittet sie Fiammetta unter Tränen, sich an ihrer Stelle zu opfern, was diese tut (Duett: Salva me di tanta infamia).
Der „Mohr“ Atar ist enttäuscht, als er merkt, dass „Irza/Fiammetta“ nicht seine Aspasia ist (Finale: Dunque un muto tu non sei?). Plötzlich stürmt Urson mit Wachen in den Harem; Axur hatte ihnen Befehl gegeben, den Mohren zu töten, weil er die Hoffnung auf Aspasia doch noch nicht aufgeben will. Biscroma hält die Soldaten zurück und enthüllt ihnen die wahre Identität ihres Opfers. Entsetzt weichen sie zurück; sie wissen um die Ausweglosigkeit der Situation (Ensemble: Crudo Axur, chi può placarti?).

### Fünfter Akt
Innenhof im Palast Axurs, zur Hinrichtung Atars vorbereitet
Axur lässt Atar zu sich bringen, um ihm seine Strafe zu verkünden (Arie: Idol vano d’un popol codardo). Dieser wünscht sich selbst jedoch nur noch den Tod und warnt Axur vor den Folgen seines schändlichen Tuns (Cavatine: Morir posso solo una volta). Außerdem erklärt er dem König, dass das Mädchen „Irza“ gar nicht Aspasia sei.
Der indignierte König lässt sofort nach Aspasia schicken, und als sie erscheint, fallen sich die beiden Liebenden glücklich in die Arme. Fiammetta gesteht, dass sie sich als „Irza“ verkleidet hatte und wird zum Tode verurteilt. Auch Atar, der von Aspasia getrennt wird, erwartet die Todesstrafe. Aspasia droht, sich selbst zu erstechen, falls die Wachen Atar ergreifen (Terzett: Il mio corragio deluse i voti tuoi).
Da stürzen sich Sklavinnen und Sklaven zu Axurs Füßen und bitten ihn um Gnade für Atar. Unter Biscromas Führung erscheinen Soldaten, um Atar zu befreien. Doch dieser gebietet Einhalt und verlangt, den König zu respektieren. Axur muss erkennen, dass Atars Autorität im Volk unangefochten und größer ist als seine eigene. Unter bitteren Verwünschungen ersticht er sich.
Die Menge ruft Atar zu ihrem neuen König aus. Zuerst weist er diese Ehre zurück, nimmt sie dann aber unter der Bedingung an, dass ihm die Ketten nicht abgenommen werden. Sie sollen ihm eine Mahnung sein, die neu gewonnene Macht nur zum Wohle des Volkes einzusetzen (Schlusschor: Qual piacer le nostr’ anime ingombra).

## Instrumentation
Die Orchesterbesetzung der Oper enthält die folgenden Instrumente:
- Holzbläser: zwei Flöten, zwei Oboen, zwei Klarinetten, zwei Fagotte
- Blechbläser: zwei Hörner, zwei Trompeten
- Pauken, Schlagzeug: Große Trommel, Becken, Trommel
- Mandoline
- Streicher
- Basso continuo

## Werkgeschichte

### Entstehung
Das Libretto von Lorenzo Da Ponte beruht auf der ebenfalls von Salieri komponierten Oper Tarare (1787) von Pierre Augustin Caron de Beaumarchais. Nach dem triumphalen Erfolg dieser Oper in Paris wünschte sich Kaiser Joseph II. eine italienische Version für sein Hoftheater in Wien. Die Hochzeit des späteren Franz II. war der Anlass zur festlichen Erstaufführung.
Von Da Ponte und Salieri wurde die französische Vorlage auf die Bedürfnisse der Wiener Bühne zugeschnitten, das Ballettdivertissement wurde durch eine italienische Harlekinade ersetzt. Der Prolog entfiel, dafür schrieben Da Ponte und Salieri einen neuen ersten Akt und benannten die meisten Personen um: Aus „Atar“ wurde „Axur“, aus „Tarare“ wurde „Atar“, aus „Calpigi“ nun „Biscroma“, „Spinette“ wurde zu „Fiammetta“. Politische Anspielungen wurden weitgehend geglättet bzw. ganz eliminiert.
Während Da Pontes Libretto eine freie Übertragung des französischen Originals in die italienische Sprache darstellt, ist die musikalische Ähnlichkeit der beiden Versionen viel geringer. Während die Pariser Musik für „französisch singende Schauspieler“ entstanden war, standen in Wien „italienisch schauspielende Sänger“ auf der Bühne. Salieri komponierte einen Großteil des Werkes neu: Die andere Gesangsweise und das andere Verhältnis zwischen Wort und Gesang erforderten seiner Meinung nach einen anderen musikästhetischen Ansatz. Fast alle Musiknummern sind von Salieri eingehend umgearbeitet oder gänzlich neu komponiert worden, in einem Stil, den er auch in seinen anderen zwischen Buffa und Seria angesiedelten italienischen Opern anwendet, vor allem im freien Übergang vom Accompagnato zu den in sich selber auch sehr frei behandelten Musiknummern. Deutlicher voneinander abgehoben sind bis zu einem gewissen Grad die komischen und die dramatischen Akzente, die im Tarare quasi von Zeile zu Zeile changierten. Es entstand „ein Meisterwerk einer ganz neuen Art, wie sie die italienisch gesungene Oper bisher nicht kannte“, „ein Meilenstein in der Überwindung der italienischen Gattungsoper zu einem vielschichtigen Musiktheater,“ […] „auch in ihrer italienischen Fassung ein hintergründiger politischer Kommentar über die Zustände des Ancien régime und sein mögliches Ende“.
Die Vorbereitungen der Uraufführung erstreckten sich über mehrere Monate. Die Darstellung dieser Umstände in Da Pontes Memoiren aus dem Jahre 1827 ist von Vorbehalten geprägt. Da Ponte musste wegen des Axur vor der Uraufführung des Don Giovanni von Prag nach Wien zurückkehren. Für Salieri fiel in diese Zeit der Tod seines Gönners Christoph Willibald Gluck und die Komposition des Oratoriums Le Jugement dernier für das Pariser Concert spirituel.
Axur re d’Ormuz (so die damalige Schreibweise) kam am 8. Januar 1788 im Wiener Burgtheater zur Uraufführung. Gegenüber der in Wien sehr verbreiteten Partiturausgabe des Tarare stand die neue Fassung in den aufgeschlossenen Kreisen unter einem Erwartungsdruck, dem sie nicht durchgehend standhielt. Graf Zinzendorf, der die Partitur des Originals laut seines Tagebuchs seit dem 16. November 1787 studiert hatte, fand Da Pontes „pièce fort platte“. Es war gleichwohl eine der erfolgreichsten Produktionen der Wiener Hofoper, besonders protegiert von Kaiser Joseph II. In den ersten drei Jahren kam es in Wien bereits zu 51 Aufführungen sowohl im Burg-, wie auch ab Oktober 1790 im Kärntnertortheater.

### Rezeption
Dank seines ungewöhnlichen Formenreichtums, der durchkomponierten Gesamtanlage und der gelungenen Balance von Ernstem und Satirisch-Komischem avancierte Axur bald nach der Uraufführung zu einer der bekanntesten und beliebtesten Opern Salieris. In Wien stand das Stück bis 1805 mehr als hundert Mal auf dem Spielplan. Zahlreiche Klavierauszüge und Arrangements der Oper (u. a. für Streichquartett oder Bläserensemble), sowie Variationszyklen über beliebte Nummern der Oper förderten eine weite Verbreitung des Werkes. Es haben sich sogar diverse Musikautomaten wie etwa Flötenuhren erhalten, die beliebte Nummern aus Axur zum Besten gaben; ein solches Flötenwerk aus der Zeit um etwa 1790 befindet sich heute im Musikinstrumentenmuseum der Universität Leipzig.
Das Musikalische Wochenblatt schreibt 1791 anlässlich einer Aufführung des Axur in Berlin über das Werk: „Die Musik ist voll der schönsten Geniezüge, und treflicher einzelner Effekte. Es gibt Sätze und Stellen darinnen, die selbst alles, was man sonst von Salieri kennt, zurücklassen. […] Besonders aber in den Scenen, in welchen die meisterhafte Musik eines Salieri die Würkung verstärkte, welche die wohlgewählten Situationen des Dichters hervorbrachten, war der Eindruck unbeschreiblich, den verschiedene derselben auf den Zuschauer machten: worunter als Beispiel vorzüglich die Scenen im Tempel, im zweiten Act, anzuführen sind. Überhaupt macht die Musik einen Effekt, der sich nur empfinden, nicht beschreiben lässt […].“ Selbst der kritische Dichter und Komponist E. T. A. Hoffmann findet 1795 ungewohnt enthusiastische Worte: „[…] die Musik der Oper ist, so wie alles von Salieri, ganz vortrefflich – Reichthum der Gedanken und richtige Deklamation geben ihr den Rang gleich den Mozartischen – Ach Freund, eine einzige so komponirte Oper könnte das Glück meines Lebens machen!“
Einordnung des Werkes
Innerhalb des Opern-Schaffens von Salieri gab es mit Cublai, gran kan de’ Tartari (lt. Autograph „cominciato a Parigi l’estate del anno 1786“, also während der Vorbereitungszeit des Tarare) und Catilina (ca. 1790–1792) auf Libretti von Giambattista Casti (vgl. Prima la musica e poi le parole) zwei weitere Opern, die in italienischer Sprache ähnlichen formalen Reichtum wie Tarare bzw. Axur anstreben und vor allem eine ähnliche politische Brisanz aufweisen, weswegen sie von der (Selbst-?)Zensur zu Salieris Lebzeiten nie zur Aufführung zugelassen wurden.
Übersetzungen des Werkes
Die erste deutsche Fassung kam 1790 als Axur, König von Ormus. Eine Oper in 4 Aufzügen nach dem Italienischen und Beaumarchais’ Tarare von D[oktor]. Schmieder. Die Musick von Salieri auf die Bühne und stellte keine simple Übersetzung von Da Pontes Einrichtung dar: Vielmehr wurden in die aus Rezitativteilen gewonnenen Prosadialoge Passagen aus dem französischen Original wieder eingefügt. Schmieders sehr geschmeidige und getreue Übersetzung wurde vom Nationaltheater Mainz erstmals in Frankfurt am 14. August 1790 gespielt, sie erlebte dort noch 1830 und 1843 Neueinstudierungen.

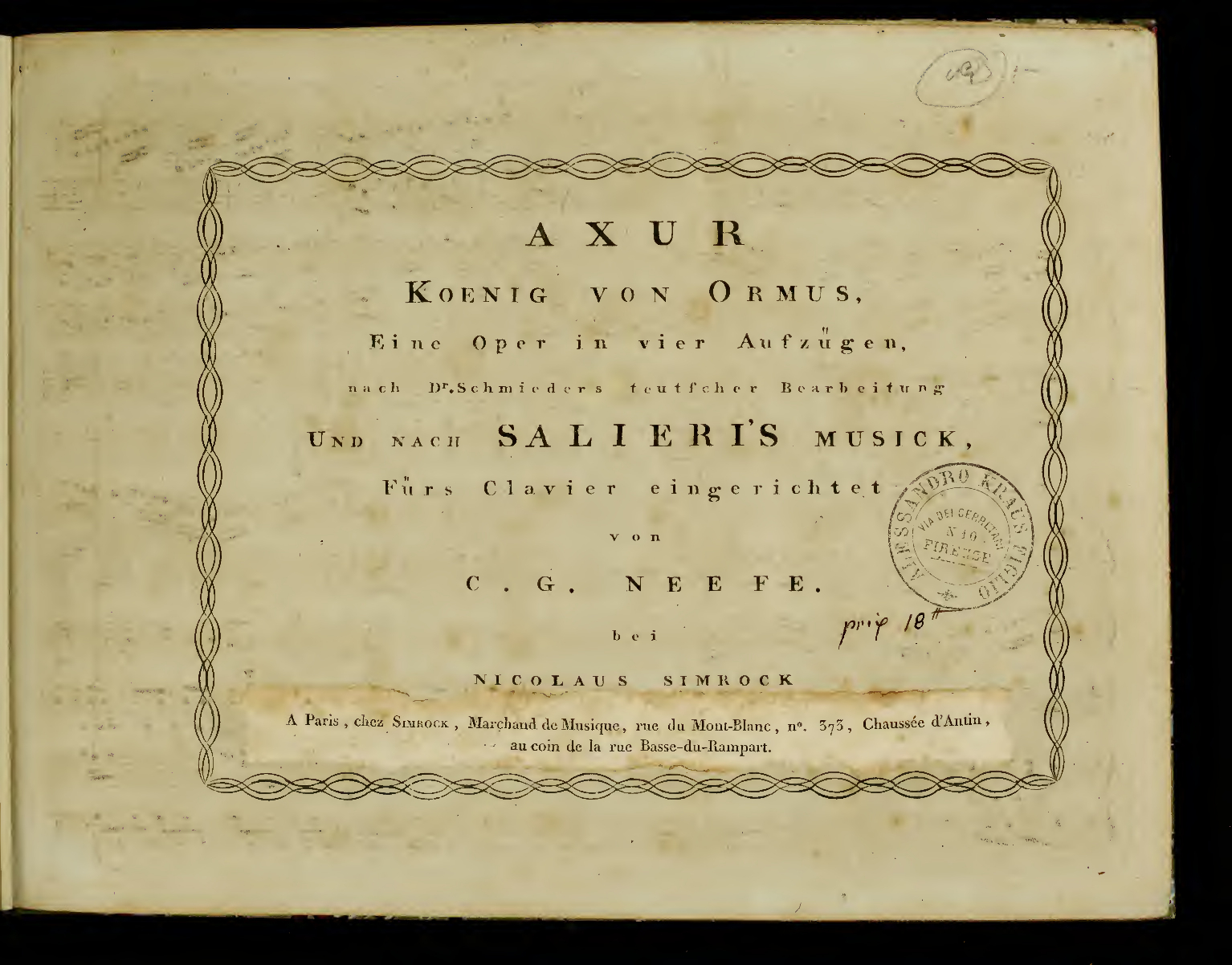
Deckblatt eines zeitgenössischen Axur-Klavierauszuges

Ob diese deutsche Fassung in direkter Verbindung mit Salieri entstand, muss offenbleiben, denn Salieri reiste erst im September von Wien nach Frankfurt, wo Axur die Fest-Novität des Nationaltheaters zur Krönung von Kaiser Leopold II. war. Salieri war vermutlich bei den Aufführungen am 20. September („Frankfurter Tripelhochzeit“), 2. und 17. Oktober anwesend. Eventuell sorgte er auch dafür, dass ab dem 8. Dezember 1797 bis ins Jahr 1804 hinein in Wien die Schmieder’sche Übersetzung gespielt wurde, und nicht die bereits 1788 in Pressburg und 1789 in Budapest aufgeführte deutsche Fassung von Franz Xaver Giržik.
Das Stück wurde des Weiteren ins Holländische, Russische und Englische übertragen. Neben Aufführungen in nahezu allen europäischen Metropolen (u. a. Prag 1788, Lissabon 1790, Mailand 1792, Paris 1813, Berlin 1820) bis in die Mitte des 19. Jahrhunderts hinein lassen sich sogar Aufführungen in Rio de Janeiro (1814) nachweisen, wenngleich ihr Erfolg im Ausland jenem im deutschsprachigen Raum etwas nachstand.
Heinrich Heines zahlreiche Axur-Zitate im 5. und 6. Kapitel seiner Bäder von Lucca zeugen nicht nur von der Beliebtheit der Oper, sondern auch davon, dass in Heines auf Schmieder basierender Übersetzung der Name „Tarare“ als Reverenz vor dem französischen Original erscheint. Auch Bettina von Arnim kommt in Goethes Briefwechsel mit einem Kinde mehrfach begeistert auf Salieris Oper zu sprechen.
Bearbeitungen
Salieri selbst bearbeitete seinen Axur mehrfach, unter anderem als vier- (Wien, um 1795 und noch einmal um 1820) oder zweiaktige Fassung (Dresden, 1790/91). Carl Cannabich komponierte 1801 für eine Aufführgsreihe in München neue Ballettmusiken. 1813 bearbeitete Felice Romani das Libretto, das von Johann Simon Mayr vertont und 1815 mit dem neuen Titel Atar ossia il serraglio d’Ormus an der Mailänder Scala uraufgeführt wurde. Da Pontes Libretto wurde um die anstößigen Weissagungs- und die in der italienischen Oper ungebräuchlichen Ballettszenen gekürzt; Assur begeht am Ende nicht Selbstmord, sondern geht mit Altamor in die Verbannung. Romanis Libretto wurde noch zweimal für Lissabon vertont: 1820 von Carlo Coccia und 1837 von Miro.
Besonders beliebt war Axur als Befreiungsoper in Polen: Sie wurde in Warschau 1790 italienisch, ab 1792 oder 1793 in einer polnischen Übersetzung von Wojciech Bogusławski gegeben, was bereits 1967 zu einer Wiederbelebung in Poźnan führte.
Moderne Wiederaufführungen
Die nach Poźnan erste szenische Wiederaufführung des Axur, re d’Ormus gab es 1989 in Siena unter dem Dirigat von René Clemencic. Ein Mitschnitt erschien auf CD bei Nuova Era. Ihr vorausgegangen war 1987 eine konzertante Aufführung unter Gianluigi Gelmetti am Wiener Konzerthaus. Aufführungen im Theater von Verona folgten 1994 und 1997. 2003 fand die Oper in Winterthur (in einer Aufführung des Opernhauses Zürich) und 2006 in Augsburg, München und Salzburg begeisterte Aufnahme.

## Aufnahme
Es existiert eine CD-Aufnahme unter der Leitung von René Clemencic (Siena, 1989) mit Andrea Martin in der Titelrolle sowie Eva Mei (Aspasia), Curtis Rayam (Atar) und Ettore Nova (Biscroma/Brighella). Nuova Era (NE 7366 & 67), 2001/2005.